# 约翰·本内特
约翰·本内特（英語：John Bennett，1885年8月11日—1973年5月25日），英国前男子板球、曲棍球运动员。他曾代表英国国家队参加1920年夏季奥林匹克运动会曲棍球比赛，获得一枚金牌。